# Cyphochilus candidus
Cyphochilus candidus är en skalbaggsart som beskrevs av Olivier 1789. Cyphochilus candidus ingår i släktet Cyphochilus och familjen Melolonthidae. Inga underarter finns listade i Catalogue of Life.